# Livedea (okręg Jałomica)
Livedea – wieś w Rumunii, w okręgu Jałomica, w gminie Sinești. W 2011 roku liczyła 46 mieszkańców.